# Algoma (Wisconsin)

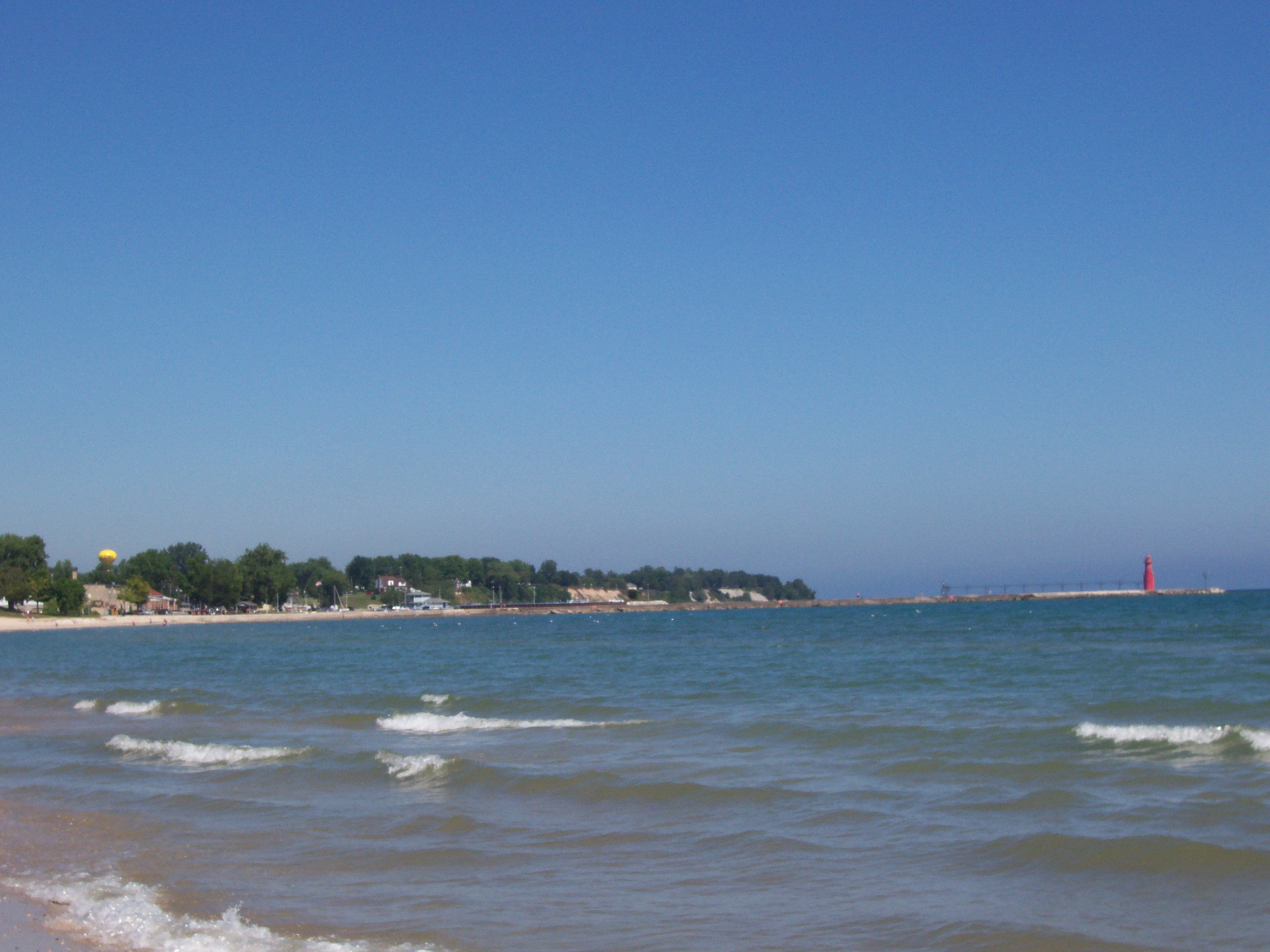
Widok na miasto z brzegu jeziora Michigan

Algoma – miasto w hrabstwie Kewaunee, stanie Wisconsin, USA. Według spisu z 2010 r. 3 167 mieszkańców, Należy do aglomeracji miejskiej miasta Green Bay. Położone jest nad jeziorem Michigan, u ujścia rzeki Ahnapee River.

## Historia
Pierwsze zabudowania na terenie dzisiejszego miasta zostały założone w 1834 przez osadnika o nazwisku Joseph McCormick z Manitowoc. w 1851 roku osadnicy z Irlandii i Anglii zmienili nazwę osady na Wolf River, a w 1859 roku imigranci z Niemiec, Czech, Belgii i Skandynawii zmienili nazwę na Ahnapee.
23 lutego 1879 Ahnapee  zostało zarejestrowane jako miasto, a jego nazwę zmieniono na Algoma
W 1892 roku do miasta przybyła kolej, co przyczyniło się do rozwoju miejscowości.

## Demografia
W 2010 roku w mieście Algoma mieszkało 3 167 mieszkańców tworzących 1 406 gospodarstwa domowe.